# Legge di Snell

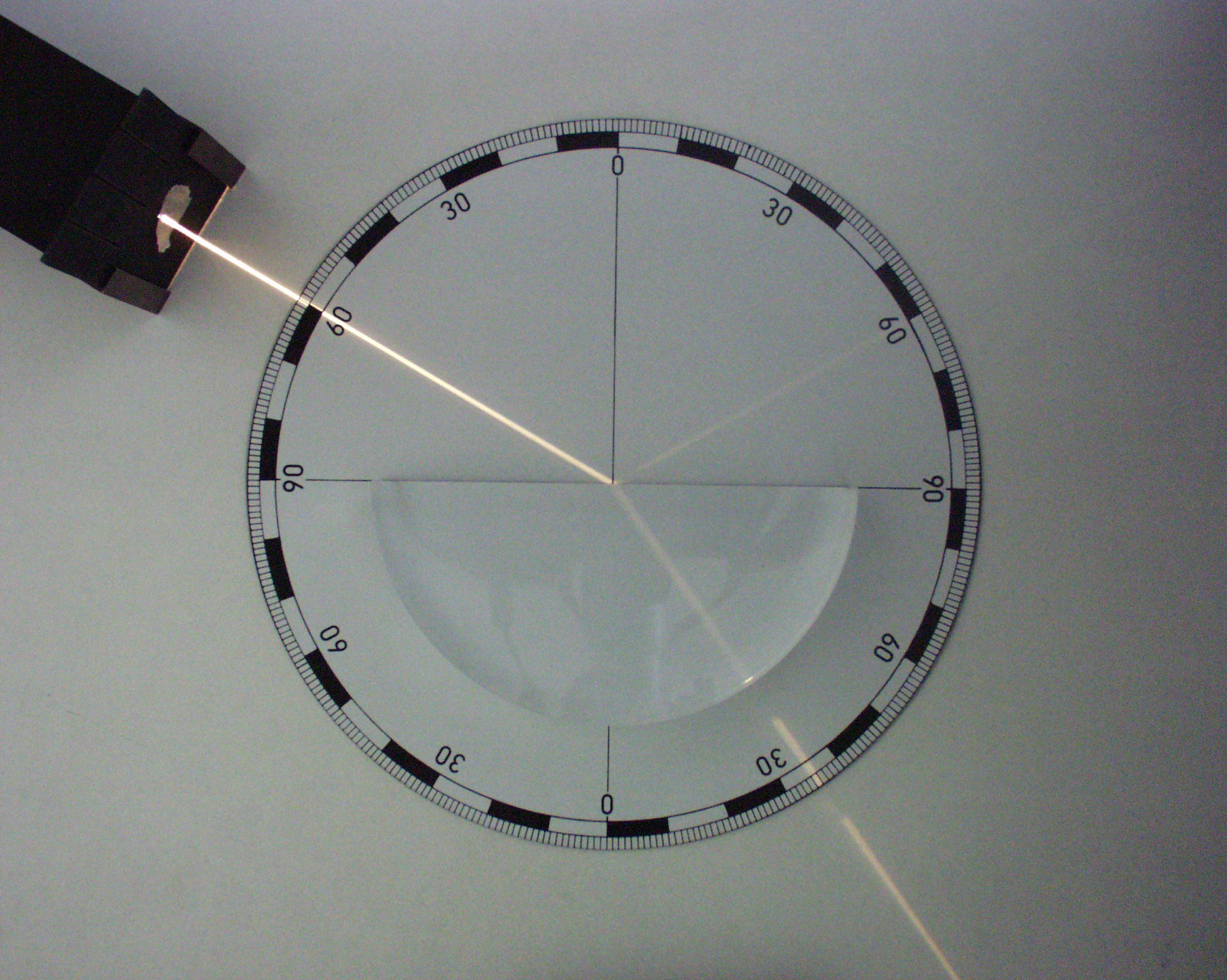
Rifrazione (θ_{1} = 60°)

Nell'ottica geometrica la legge di Snell, nota anche come legge di Descartes o legge di Snell-Descartes (o legge di Cartesio o legge di Snell-Cartesio), descrive le modalità di rifrazione di un raggio luminoso nella transizione tra due mezzi con indice di rifrazione diverso, e deriva dall'equazione iconale.

## Storia
Il nome della legge di Snell rispetta la legge dell'eponimia di Stigler. La legge è documentata per la prima volta in un manoscritto scritto intorno al 984 del matematico arabo Ibn Sahl, che la usò per ottenere i profili delle lenti asferiche (lenti che mettono a fuoco la luce mediante interfacce di separazione aria-vetro non sferiche, spesso utilizzate per ridurre le aberrazioni ottiche). Fu poi scoperta di nuovo da Thomas Harriot nel 1602, che però non pubblicò il suo lavoro. Nel 1621, fu scoperta ancora una volta da Willebrord Snell, in una forma matematicamente equivalente, ma rimase inedita fino alla sua morte. René Descartes derivò indipendentemente la legge in termini di funzioni sinusoidali nel suo trattato Discorso sul metodo del 1637 e la usò per risolvere diversi problemi di ottica. In francese la legge di Snell è chiamata "di Descartes" o "di Snell-Descartes".

## Introduzione
La luce si propaga nel vuoto alla velocità costante c0.

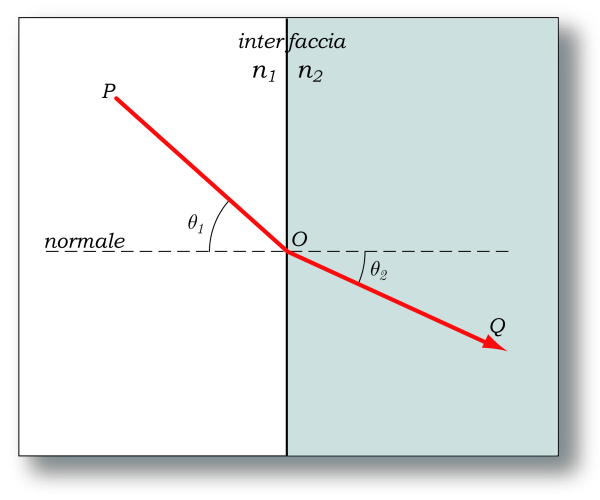
Il fenomeno di rifrazione della luce all'interfaccia tra due mezzi con indice di rifrazione diverso.

La figura mostra due mezzi trasmissivi con indice di rifrazione {\displaystyle n_{1}} (a sinistra) e {\displaystyle n_{2}} (a destra) in contatto tra loro attraverso una superficie, che viene chiamata interfaccia (linea verticale in figura). Nel caso {\displaystyle n_{2}>n_{1}}, la luce ha una velocità di fase più bassa nel secondo mezzo.
Il raggio luminoso PO proveniente dal mezzo di sinistra colpisce l'interfaccia nel punto O. A partire da tale punto O tracciamo una retta perpendicolare all'interfaccia stessa, che viene chiamata normale all'interfaccia (linea orizzontale in figura). L'angolo tra la normale e il raggio luminoso PO viene chiamato angolo d'incidenza, {\displaystyle \theta _{1}}.
Il raggio attraversa l'interfaccia e prosegue nel mezzo di destra, indicato come OQ. L'angolo che tale raggio (rifratto) forma con la normale si chiama angolo di rifrazione, {\displaystyle \theta _{2}}.
La legge di Snell fornisce la relazione tra gli angoli {\displaystyle \theta _{1}} e {\displaystyle \theta _{2}}:
{\displaystyle {\frac {\sin \theta _{2}}{\sin \theta _{1}}}={\frac {v_{2}}{v_{1}}}={\frac {n_{1}}{n_{2}}}}
Oppure
{\displaystyle n_{1}\sin \theta _{1}=n_{2}\sin \theta _{2}\,}.
Si noti che nel caso {\displaystyle \theta _{1}=0^{\circ }} (ovvero il raggio risulta perpendicolare all'interfaccia) la soluzione è {\displaystyle \theta _{2}=0^{\circ }} per qualunque valore di {\displaystyle n_{1}} e {\displaystyle n_{2}}. In altri termini, un raggio che entra in un mezzo in modo perpendicolare alla sua superficie non viene mai deviato.
Quanto detto sopra vale anche nel caso di un raggio luminoso che passa da un mezzo più denso a uno meno denso; la simmetria della legge di Snell mostra che gli stessi percorsi luminosi sono validi anche nella direzione opposta.
Una regola di carattere qualitativo per determinare la direzione della rifrazione è che il raggio luminoso è sempre più vicino alla normale dal lato del mezzo più denso.
La legge di Snell è valida in generale solo per mezzi isotropi, come il vetro. Nel caso di mezzi anisotropi (ad esempio alcuni cristalli) il fenomeno della birifrangenza può dividere in due il raggio rifratto. Si vengono allora ad avere due raggi, uno ordinario (raggio o) che segue la legge di Snell, e uno straordinario (raggio e) che può non essere complanare con quello incidente.

## Derivazione
Si consideri l'equazione iconale nella forma:
{\displaystyle {\frac {\partial }{\partial x}}(n{\hat {s}})-{\frac {\partial n}{\partial x}}{\hat {r}}={\vec {0}}}
dove {\displaystyle x} è la ascissa curvilinea lungo il cammino ottico, {\displaystyle n} è l'indice di rifrazione e {\displaystyle {\hat {s}}} il versore del raggio ottico ed effettuando il prodotto vettoriale per il versore {\displaystyle {\hat {r}}} della posizione si ottiene:
{\displaystyle {\hat {r}}\times {\frac {\partial }{\partial x}}(n{\hat {s}})={\vec {0}}}
dato che la derivata è un operatore lineare, si può trasportare dentro nel modo più semplice il prodotto vettoriale:
{\displaystyle {\frac {\partial }{\partial x}}({\hat {r}}\times (n{\hat {s}}))={\vec {0}}}
si arriva quindi alla legge di Snell:
{\displaystyle {\frac {\partial }{\partial x}}(n{\hat {r}}\times {\hat {s}})={\vec {0}}}
che si esprime nella forma più comune chiamando {\displaystyle \theta } l'angolo fra la direzione della posizione e quella del raggio ottico:
{\displaystyle {\frac {\partial }{\partial x}}(n\sin \theta )=0}
e considerando il fatto che la derivata parziale nulla equivale a un argomento costante rispetto alla variabile di derivazione:
{\displaystyle n\sin \theta =cost(x)}.

### Mezzo uniforme
Il caso più semplice è quello in cui l'indice di rifrazione è uniforme lungo l'ascissa curvilinea:
{\displaystyle n=cost(x)}
In questo caso si vede immediatamente che la traiettoria del raggio risulta rettilinea, con inclinazione uniforme:
{\displaystyle \theta =cost(x)}

### Mezzo sferico
Nel caso invece l'indice di rifrazione sia lineare con l'ascissa curvilinea:
{\displaystyle n(x)=cost(x)x}
il raggio risulta inclinato in ogni punto della sua traiettoria con legge:
{\displaystyle \theta (x)=\sin ^{-1}\left({\frac {cost}{x}}\right)}
questa comporta uno smorzamento della deviazione lungo la traiettoria: col limite all'infinito si vede che l'inclinazione asintotica risulta nulla, qualunque sia l'inclinazione iniziale:
{\displaystyle \theta _{\infty }=\sin ^{-1}0=0}
quindi questo mezzo riesce ad allineare dei raggi ottici con qualsiasi direzione iniziale, anche se sempre in modo incompleto poiché fisicamente non può essere realizzato con un'estensione infinita, con efficienza proporzionale al cammino ottico e all'intensità dell'indice di rifrazione.

## Riflessione interna totale

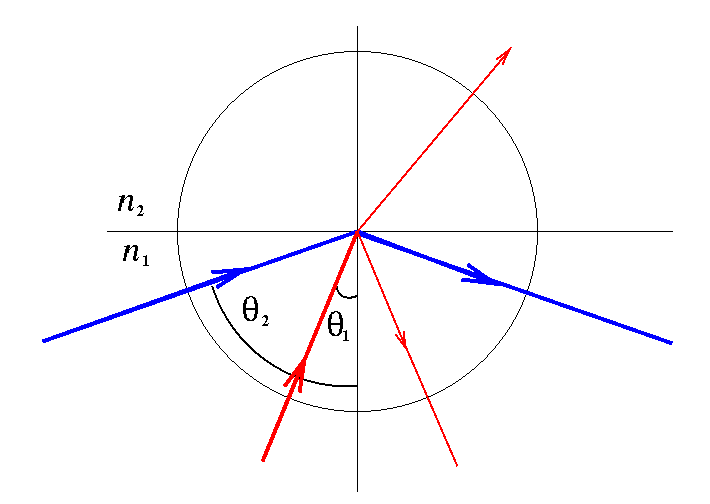
L'angolo di incidenza del raggio blu è maggiore dell'angolo critico: il raggio di luce viene riflesso. Il fenomeno viene chiamato riflessione interna totale e comporta una perdita di raggio nulla.

Nel passaggio da un mezzo più denso a uno meno denso (ovvero, n1 > n2) si può verificare facilmente che l'equazione {\displaystyle n_{1}\sin \theta _{1}=n_{2}\sin \theta _{2}} sia priva di soluzioni quando {\displaystyle \theta _{1}} supera un valore che viene chiamato angolo critico:
{\displaystyle \theta _{\mathrm {crit} }=\arcsin \left({\frac {n_{2}}{n_{1}}}\right)}
Quando {\displaystyle \theta _{1}>\theta _{crit}} non appare alcun raggio rifratto: la luce incidente subisce una riflessione interna totale ad opera dell'interfaccia. Si genera un'onda di superficie, o onda evanescente (leaky wave), che decade esponenzialmente all'interno del mezzo con indice di rifrazione {\displaystyle n_{2}}.

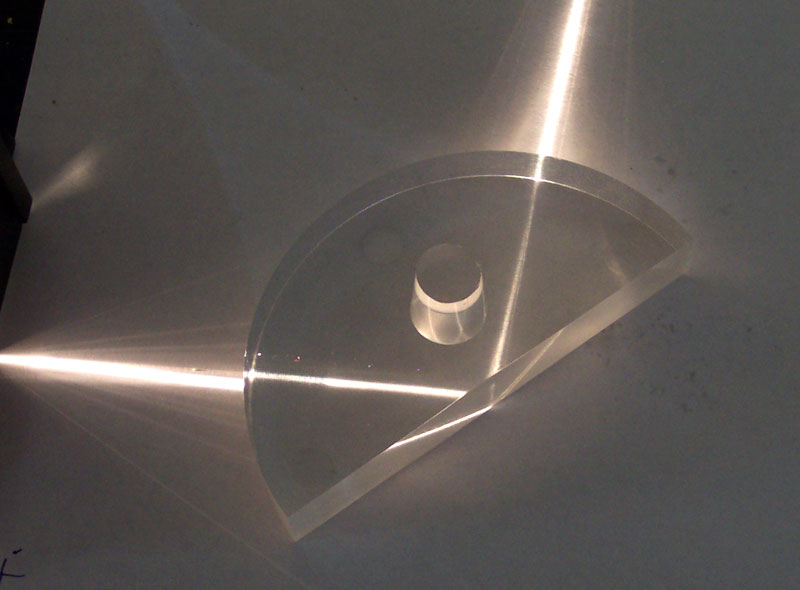
Esempio di riflessione interna totale

## Forma vettoriale
Dal versore {\displaystyle \mathbf {s} } del raggio luminoso incidente, e il versore {\displaystyle \mathbf {p} }, normale all'interfaccia, è possibile ricavare i versori associati al raggio riflesso e rifratto:
{\displaystyle \cos \theta _{1}={\hat {s}}\cdot {\hat {p}}}
{\displaystyle \cos \theta _{2}={\sqrt {1-\left({\frac {n_{1}}{n_{2}}}\right)^{2}\left(1-\left(\cos \theta _{1}\right)^{2}\right)}}}
{\displaystyle {\hat {s}}_{\mathrm {riflesso} }={\hat {s}}-\left(2\cos \theta _{1}\right){\hat {p}}}
{\displaystyle {\hat {s}}_{\mathrm {rifratto} }=\left({\frac {n_{1}}{n_{2}}}\right){\hat {s}}+\left(\cos \theta _{2}-{\frac {n_{1}}{n_{2}}}\cos \theta _{1}\right){\hat {p}}}

## Brachistocrona
La legge di Snell può essere legata al Principio di Fermat: 
"il percorso fra due punti preso da un raggio di luce è quello che è attraversato nel minor tempo".
Infatti si può verificare che il cammino seguito dalla luce è un punto stazionario per il cammino ottico, vale a dire che in corrispondenza di esso la derivata del cammino ottico si annulla. In alternativa, la relazione può essere ottenuta considerando l'interferenza di tutti i possibili percorsi che l'onda di luce può percorrere dalla sorgente all'osservatore - risulta che l'interferenza è distruttiva ovunque, eccetto che negli estremi di fase (dove è costruttiva) - che diventa il percorso effettivo.
In una classica analogia della brachistocrona proposta da Feynman una spiaggia è una regione a indice di rifrazione più basso del mare; il modo più rapido per un bagnino sulla spiaggia di raggiungere a velocità costante una persona che sta affogando è percorrere il cammino ottico ovvero seguire la legge di Snell.